# Hadleigh Country Park

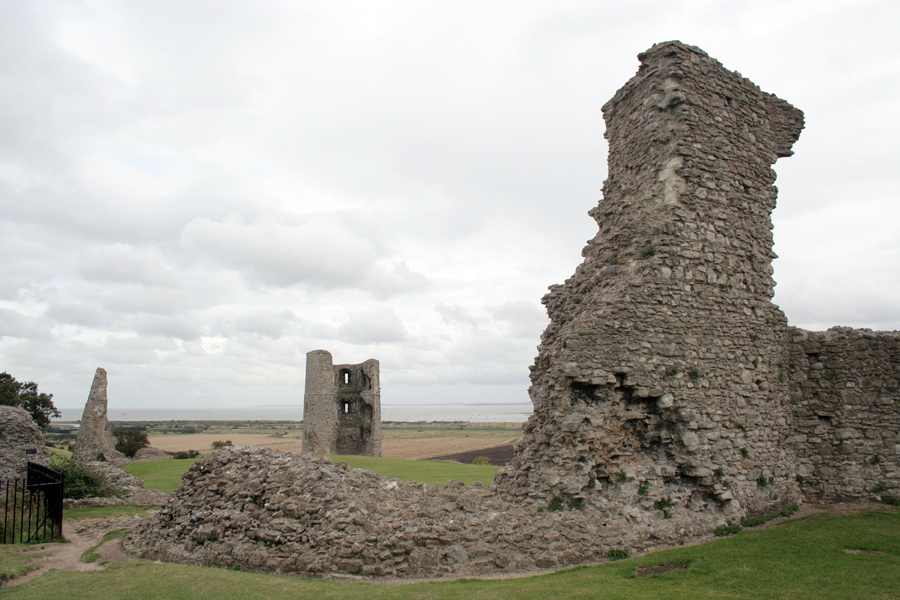
Overblijfselen van het Hadleigh Castle, dat uitziet over de Hadleigh Farm

Het Hadleigh Country Park is een park is gelegen in Hadleigh in het graafschap Essex, Verenigd Koninkrijk. Het is de locatie waar tijdens de Olympische Spelen in 2012 het mountainbiken werd gehouden.
De locatie is in eigendom van het Leger des Heils en in gebruik als een educatieve werkboerderij. Het werd in 1891 aangekocht door General Booth, oprichter van het Leger, als onderdeel van een plan om de armen uit de Londense ellende te redden. Het park ligt een kleine 10 kilometer van de luchthaven London Southend.
Voor de Spelen werden tribunes met een capaciteit van 3.000 personen gebouwd.